# Muxax
Muxax (ryska: Мухах) är en ort i Azerbajdzjan.   Den ligger i distriktet Zaqatala Rayonu, i den nordvästra delen av landet, 300 km väster om huvudstaden Baku. Muxax ligger 463 meter över havet och antalet invånare är 7 236.
Terrängen runt Muxax är varierad. Närmaste större samhälle är Zaqatala, 8,5 km nordväst om Muxax.
Omgivningarna runt Muxax är en mosaik av jordbruksmark och naturlig växtlighet. Runt Muxax är det ganska tätbefolkat, med 80 invånare per kvadratkilometer.